# 劳沃兹德
劳沃兹德，是匈牙利杰尔-莫雄-肖普朗州所辖的一个村。总面积28.54平方公里，总人口1187，人口密度41.6人/平方公里（2011年1月1日）。